# Cotabambas (província)
Cotabambas é uma província do Peru localizada na região de Apurímac. Sua capital é a cidade de Tambobamba.

## Distritos da província
- Challhuahuacho
- Cotabambas
- Coyllurqui
- Haquira
- Mara
- Tambobamba